# 2MASS J11220826-3512363
2MASS J11220826-3512363 ist ein Brauner Zwerg der Spektralklasse T2 im Sternbild Wasserschlange. Er wurde 2005 von Christopher G. Tinney et al. entdeckt. Seine Position verschiebt sich aufgrund seiner Eigenbewegung jährlich um 0,29 Bogensekunden. 